# Piotr Pahlen
Piotr Pietrowicz Pahlen (ur. 31 sierpnia 1777, zm. 7 kwietnia?/19 kwietnia 1864 w Petersburgu) – rosyjski wojskowy, generał major. Był synem Piotra Aleksiejewicza Pahlena, polityka i wojskowego.
W 1798 roku awansował do stopnia pułkownika. W 1800 awansował na generała majora.
W latach 1806–1807 wyróżnił się w kampanii w Polsce.
Na lata 1823–1827 wycofał się ze służby. Uczestnik wojny rosyjsko-tureckiej 1828–1829. Uczestnik kampanii 1831 w czasie powstania listopadowego.
Młodszym bratem Piotra był generał Fiodor Pahlen (1780–1863).